# Hypognatha ica
Hypognatha ica là một loài nhện trong họ Araneidae.
Loài này thuộc chi Hypognatha. Hypognatha ica được Herbert Walter Levi miêu tả năm 1996.